# روتان وویاجر

وویاجر درحال بازگشت از پرواز

روتان مدل ۷۶ وویاجر (به انگلیسی: Rutan Model 76 Voyager) نخستین هواپیمایی است که بدون فرود آمدن یا سوختگیری توانست دور دنیا را سیر کند.این هواپیما توسط دیک روتان و جینا ییگر خلبانی شد.این هواپیما در ۲۳ آذر ۱۳۶۵ (۱۴ دسامبر ۱۹۸۶) از پایگاه هوایی ادواردز (با باند ۴۶۰۰ متری) در بیابان موهاوی پرواز خود را آغاز نمود.این سفر پس از ۹ روز و ۳ دقیقه و ۴۴ ثانیه در ۲ دی ۱۳۶۵ (۲۳ دسامبر ۱۹۸۶) با موفقیت پایان یافت.این هواپیما در این سفر مسافت ۴۲۴۳۲ (به بیان معتبرتر فدراسیون بین‌المللی هوانوردی (FAI) این مسافت ۴۰۲۱۲ کیلومتر بوده‌است) کیلومتر را پیمود.متوسط ارتفاع پرواز،۱۱۰۰۰ پا (۳۳۵۰ متر) بوده‌است.این پرواز قطعاً رکورد پیشین را که توسط بوئینگ بی-۵۲ نیروی هوایی ایالات متحده با پیمودن مسافت ۱۲۵۳۲ مایل (۲۰۱۶۸ کیلومتر) در سال ۱۹۶۲ میلادی زده بود، شکست.